# لایه (شارجه)
لایه یک منطقهٔ مسکونی در امارات متحده عربی است که در امارت شارجه واقع شده‌است.